# HMS Mersey (P283)
Pour les autres navires du même nom, voir HMS Mersey.
Le HMS Mersey (pennant number : P283) est un patrouilleur hauturier de classe River de la Royal Navy britannique. Nommé d’après la rivière Mersey, il est le cinquième navire de la Royal Navy à porter ce nom, et le premier depuis 84 ans. Divers tenders ont été renommés Mersey pendant leur service avec la Mersey Division de la Royal Naval Reserve (HMS Eaglet) entre le début des années 1950 et la fin des années 1970.

## Construction
Il a été construit par Vosper Thornycroft à Southampton pour servir de navire de protection de la pêche dans les eaux du Royaume-Uni, avec ses deux sister-ships Tyne et Severn. Tous les trois ont été mis en service en 2003 pour remplacer les cinq anciens patrouilleurs de la classe Island. Il a été mis en service dans la Royal Navy le 28 novembre 2003. À l’époque, le Mersey ne devait pas commencer ses fonctions avant février 2004.
Le HMS Mersey est le dernier navire de la Royal Navy à être lancé par Vosper Thornycroft sur son chantier naval de Woolston. Jennie Reeve, épouse du contre-amiral Jonathon Reeve, chef du soutien de la flotte, fut la marraine du navire.

## Engagements

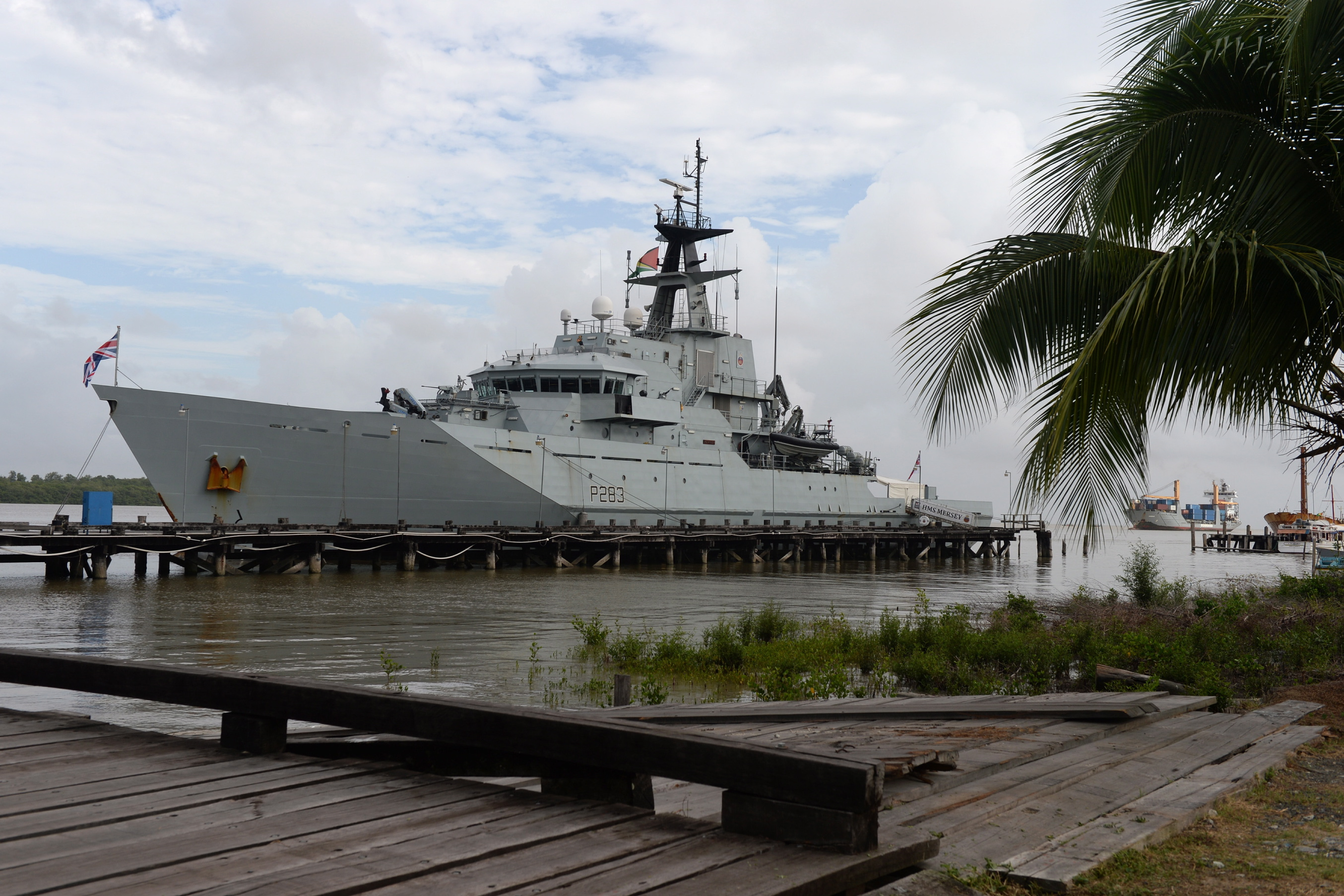
Le HMS Mersey en visite au Guyana en mars 2016

Pendant ses treize premières années d’exploitation, le HMS Mersey a opéré dans tout le Royaume-Uni à la protection des pêches.
En octobre 2013, le HMS Mersey a été mis en cale sèche à Falmouth.
En janvier 2016, le HMS Mersey est devenu le deuxième patrouilleur de classe River à être déployé dans la mer des Caraïbes, après son sister-ship le HMS Severn en 2015. En mai 2016, le HMS Mersey a été mis en cale sèche en Martinique, dans le cadre de sa période de maintenance à mi-déploiement. En juillet, le HMS Mersey, qui avait été relevé par le RFA Wave Knight, a été déployé en mer Égée, via une escale à Gibraltar, pour des patrouilles contre l’immigration clandestine. Le HMS Mersey est rentré à Portsmouth le 10 février 2017, après 13 mois d’absence, pour reprendre ses fonctions de protection de la pêche.
Le 3 janvier 2019, le Secrétaire d'État à la Défense, Gavin Williamson, a confirmé que le HMS Mersey avait été déployé pour aider les autorités britanniques et françaises à lutter contre la traversée de la Manche par les migrants illégaux.
Le 24 avril 2017, dans une réponse écrite à une question posée par Sir Nicholas Soames, la sous-secrétaire parlementaire à la Défense Harriett Baldwin a déclaré que le HMS Mersey serait déclassé en 2019.
En mars 2018, Guto Bebb, le successeur de Baldwin, a révélé que 12,7 millions de livres sterling avaient été alloués par le Fonds de préparation à la sortie de l’UE pour préserver les trois navires du lot 1, qui étaient nécessaires pour contrôler et faire respecter les eaux territoriales et les pêcheries britanniques après le retrait du Royaume-Uni de l'Union européenne.
Le 22 novembre 2018, le secrétaire à la Défense, Gavin Williamson, a annoncé que les trois navires de la classe River du lot 1 seraient maintenus en service et exploités à partir de leurs villes marraines.